# 試鏡
試鏡是影片或其他節目製作方為了挑選演員、歌手、音乐家、舞者而讓打算表演的人先表演一小段節目。試鏡在某種程度上類似於就業市場上面试。在試鏡期間，節目製作方要考察應征者的能力，評估應征者的水平是否能滿足節目製作方的要求。